# Micronemadus
Micronemadus (лат.) — род жуков подсемейства Cholevinae из семейства Лейодиды.

## Распространение
Юго-Восточная Азия.

## Описание
Мелкие жуки (длина около 2 мм) светло-коричневого цвета. Форма тела овальная, с округлыми вершинами надкрылий. Голова и пронотум пунктирвоанные, надкрылья с поперечными рядами пунктур. 4-5-й членики усика очень короткие и широкие. Мезостернум с продольным мезовентральным выступом. Четыре членика передних лапок и первый тарзомер средних лапок раздвоенные у самцов.

## Систематика
Род был выделен в 1936 году французским энтомологом Рене Жаннелем. Включён в состав трибы Anemadini (подсемейство Cholevinae, подтриба Nemadina), близок к роду Nemadus.
- Micronemadus sondaicus Schilthuizen & Perreau, 2018[1]
- Micronemadus pusillimus (Kraatz, 1877)
- Micronemadus ruzickai Perreau, 2004